# Estero Pocuro
Estero Pocuro är ett vattendrag i Chile.   Det ligger i regionen Región de Valparaíso, i den södra delen av landet, 80 km norr om huvudstaden Santiago de Chile.
Trakten runt Estero Pocuro består till största delen av jordbruksmark. Runt Estero Pocuro är det ganska glesbefolkat, med 35 invånare per kvadratkilometer.